# Latheron
Latheron (schottisch-gälisch Latheran) ist eine kleine Siedlung in der schottischen Council Area Highland. Sie liegt in der traditionellen Grafschaft Caithness etwa 25 km nordöstlich von Helmsdale und südwestlich von Wick an der Nordküste des Moray Firth. Latheron ist Hauptort des gleichnamigen Parishs.
Durch Latheron führt mit der A9 die bedeutendste Fernverkehrsstraße der schottischen Highlands. Diese knickt dort nach Norden in Richtung Thurso ab. An diesem Abzweig beginnt die A99, die weiter der Küste folgend über Wick schließlich John o’ Groats erreicht.
Beim Ort liegen fünf Souterrains.